# Queens (municipal county)
Queens, Municipality of the County of Queens – jednostka samorządowa (municipal county) w kanadyjskiej prowincji Nowa Szkocja powstała 17 kwietnia 1879 na bazie terenów hrabstwa Queens, rozwiązana w wyniku utworzenia 1 kwietnia 1996 regional municipality Queens. Według spisu powszechnego z 1996 obszar county municipality, składający się z dwóch (A, B) części to: 2359,61 km² (A: 950,95 km², B: 1408,66 km²), a zamieszkiwało wówczas ten obszar 9338 osoby (A: 3075 os., B: 6263 os.).